# Aleuroputeus perseae
Aleuroputeus perseae là một loài côn trùng cánh nửa trong họ Aleyrodidae, phân họ Aleyrodinae.
Aleuroputeus perseae được Corbett miêu tả khoa học đầu tiên năm 1935.